# Wybory do Parlamentu Europejskiego we Francji w 1984 roku
Wybory do Parlamentu Europejskiego II kadencji we Francji zostały przeprowadzone 17 czerwca 1984. Wybory wygrała koalicja prawicowej opozycji, zdobywając 41 mandatów.	
| lista wyborcza                                                         | % głosów | mandaty |
| ---------------------------------------------------------------------- | -------- | ------- |
| Unia na rzecz Demokracji Francuskiej i Zgromadzenie na rzecz Republiki | 43,0%    | 41      |
| Partia Socjalistyczna                                                  | 20,8%    | 20      |
| Francuska Partia Komunistyczna                                         | 11.2%    | 10      |
| Front Narodowy                                                         | 10.9%    | 10      |
| Zieloni                                                                | 3,4%     | 0       |
| pozostali                                                              | 10,67%   | –       |
| Suma                                                                   | 100%     | 81      |